# Cotiella
Cotiella és el nom d'un massís del Prepirineu i alhora del seu cim més alt, de 2,912 m d'altitud.

## Descripció
Aquest massís calcari es troba entre les valls dels rius Éssera i Cinca. A causa del seu relatiu aïllament, el Cotiella presenta una silueta prou imposant i massiva. El Cotiella junt a la serra del Jordal, el Turbó, la Serra de Xia, Baciero i Cerbín forma part dels massissos cretacis i d'un important modelatge Càrstic.

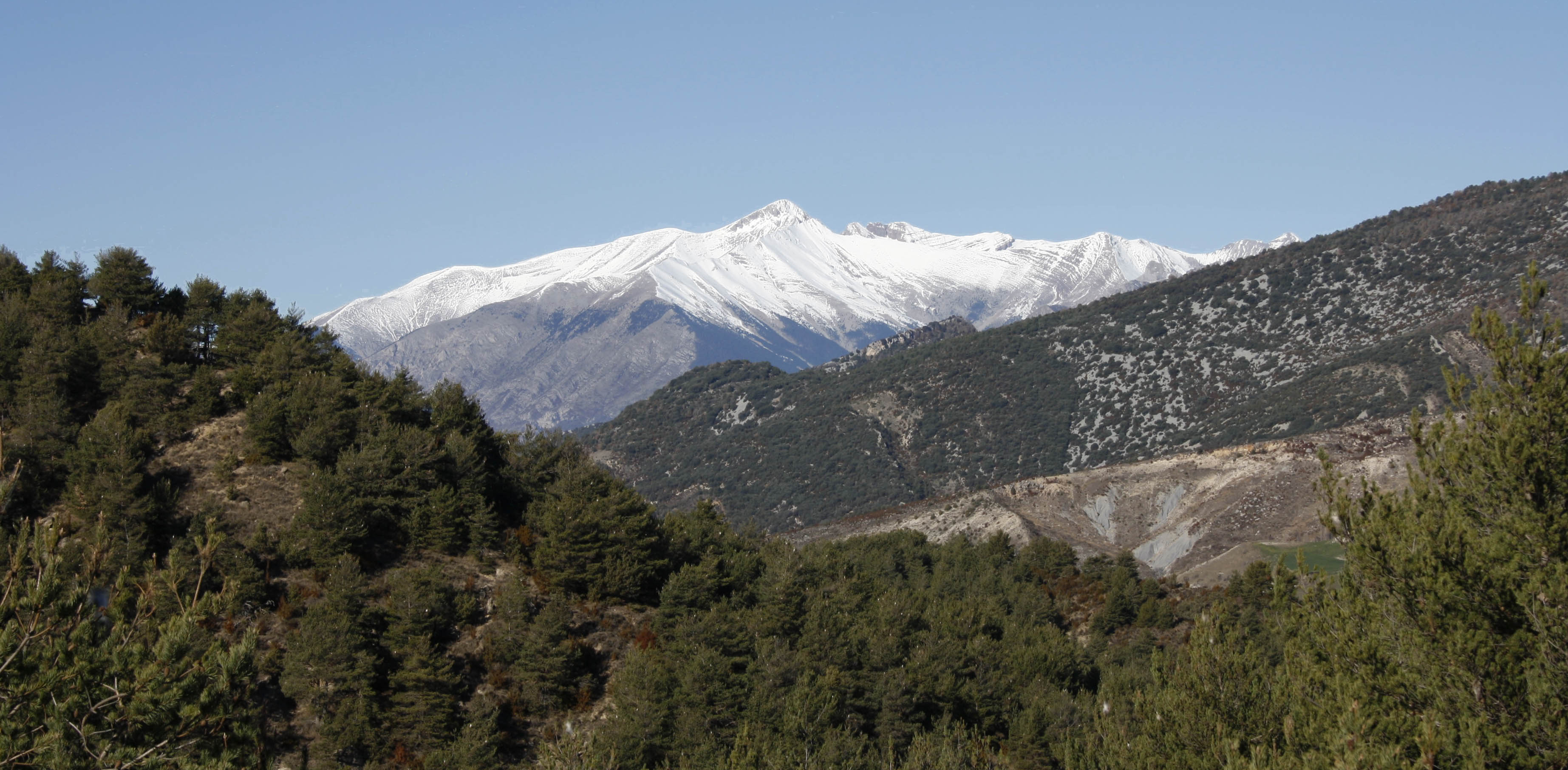
El Cotiella vist des de la Serra del Jordal

## Llocs d'interès
- Circ d'Armenya. Circ glacial amb múltiples cingles i escarpaments.
- L'anomenada Bassa de la Mora o Ibon de Plan és un llac alpí ("ibón" en aragonès). Segons la llegenda local fa molts segles una princesa mora es va perdre en aquesta zona fugint de les lluites entre musulmans i cristians. Hom diu que cada nit de Sant Joan apareix la princesa musulmana al llac. Sembla però que només aquells que tenen l'ànima neta la poden veure.[2]

## Vegeu també

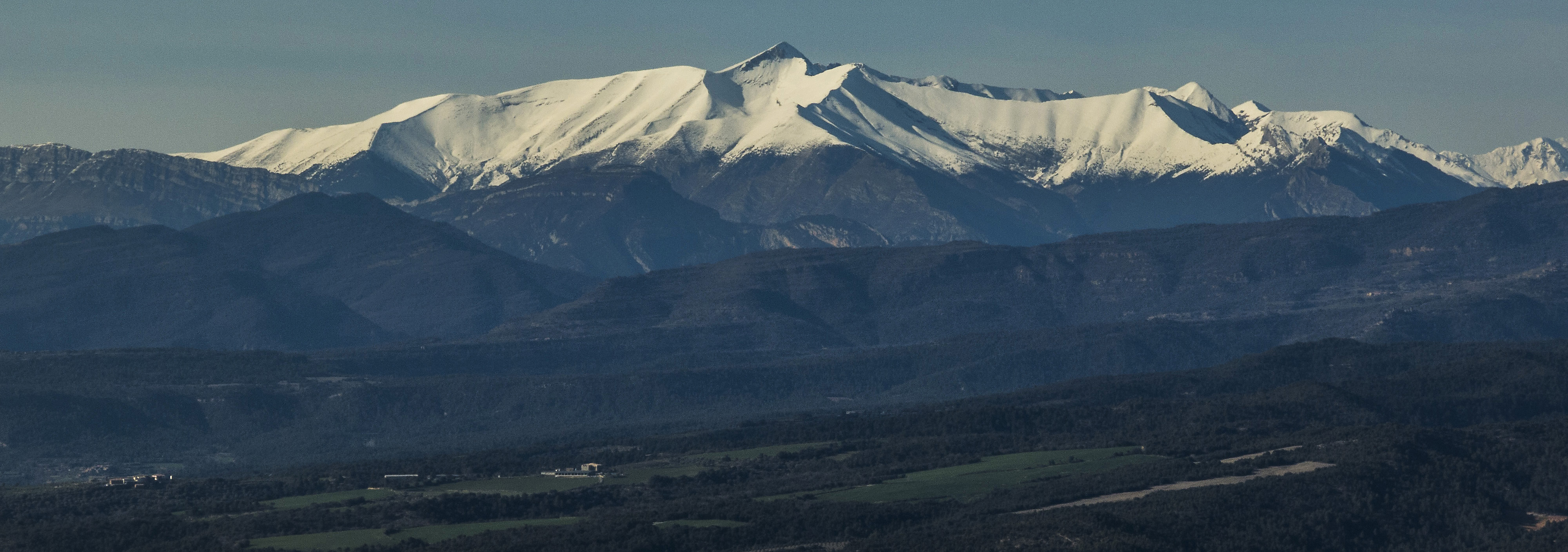
Vista panoràmica del Cotiella vist des de la serra del castell de Llaguarres. Davant, a la dreta, la serra d'Esdolomada i al centre les terres de la vall de l'Isàvena